# Les Deux Alpes

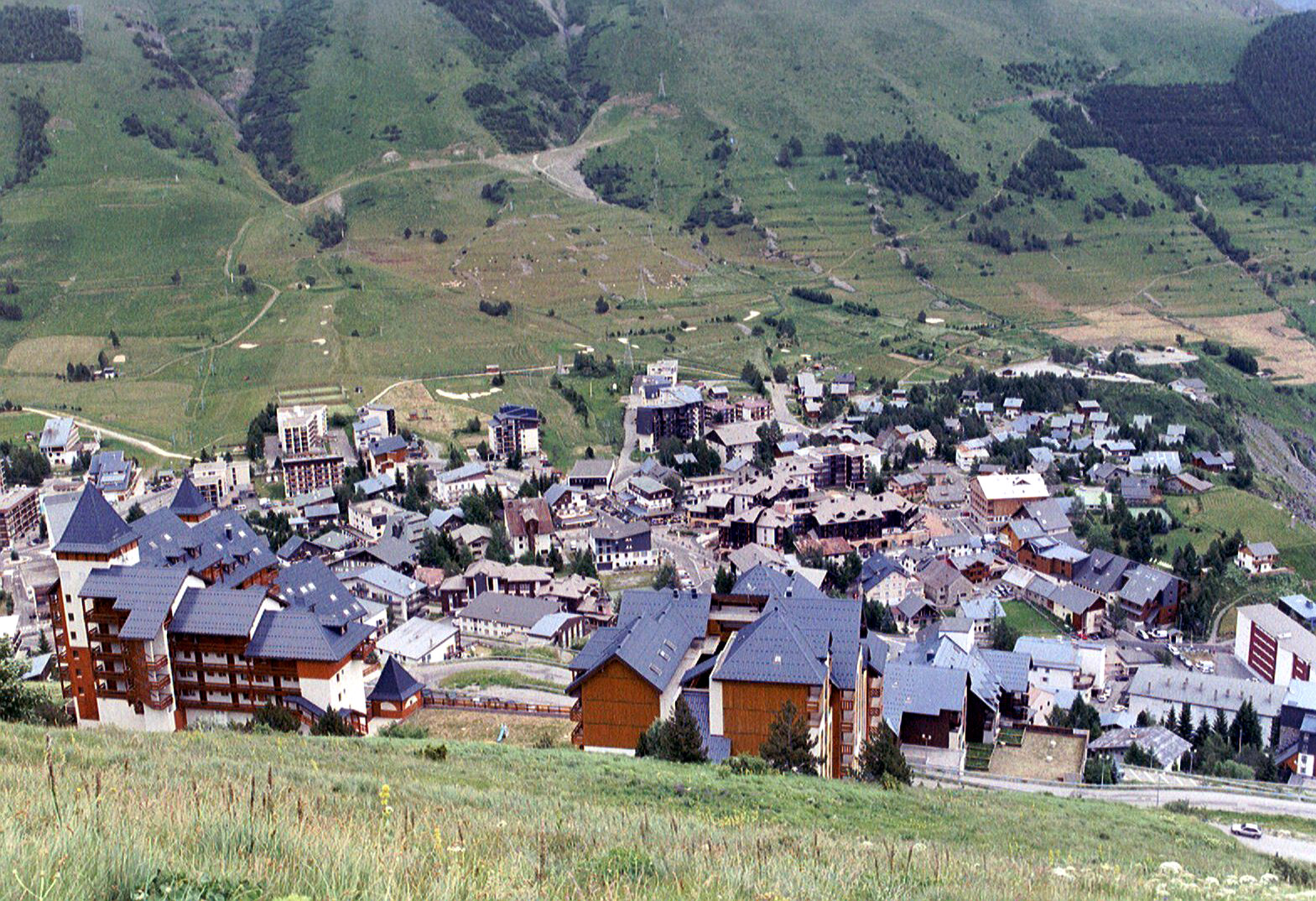
Stagione estiva

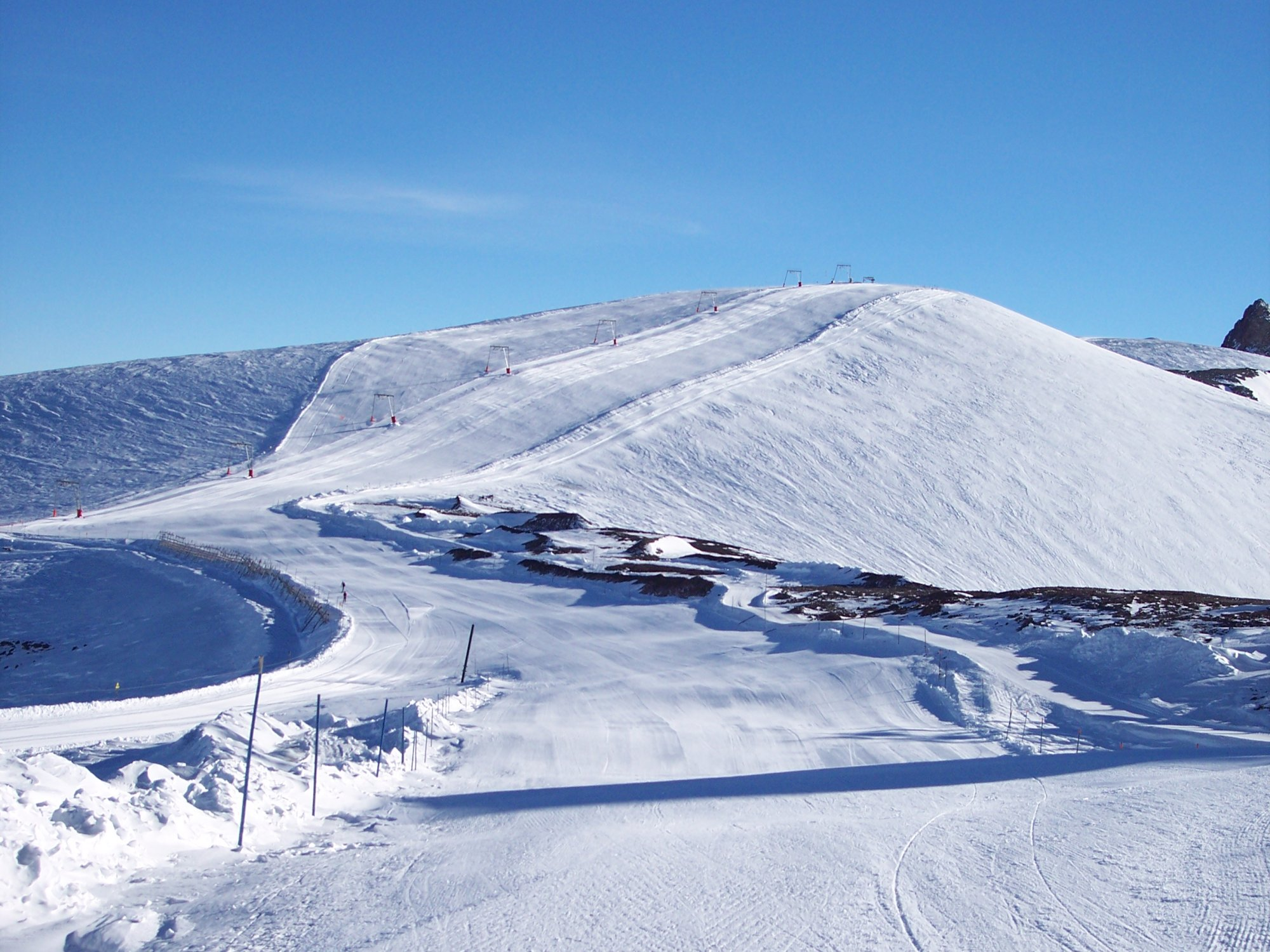
Ghiacciaio della Lauze

Les Deux Alpes è un'importante località turistica francese, suddivisa tra le località di Mont-de-Lans e di Vénosc, nel comune omonimo nel dipartimento dell'Isère (regione Alvernia-Rodano-Alpi).

## Descrizione
La località possiede uno dei più grandi comprensori sciistici francesi, sia per la lunghezza delle piste: d'inverno i km sciabili sono quasi 220, mentre d'estate arrivano a 40, sia per la loro varietà, potendosi praticare lo sci estivo sul ghiacciaio da 3200 a 3600 metri sul livello del mare.
A quota 3200 si trova la Grotta di Ghiaccio, che ospita sculture di ghiaccio di varie dimensioni ed è raggiungibile con la telecabina Jandri Express, che dal paese, situato a 1600 metri di altitudine, raggiunge quota 3200 in 25 minuti.
Anche i non sciatori possono raggiungere la quota di 3450, grazie ad una metro (M2) e poter così ammirare i maestosi panorami del massiccio degli Écrins e spaziare verso nord-est fino a vedere il monte Bianco e il Gran Paradiso.
Grazie a un servizio effettuato con appositi gatti delle nevi, anche i non sciatori possono raggiungere quota 3600 sul colle del Dôme de la Lose ai piedi della Meije, dove i panorami sono ancora più imponenti.

## Sport
Il ghiacciaio nella stagione estiva (da metà giugno a inizio settembre) è sede degli allenamenti estivi per numerose nazionali di sci alpino e snowboard.
Inoltre il ghiacciaio delle Deux Alpes può vantare uno snow-park estivo fra i più grandi e attrezzati al mondo.
Negli anni novanta la località è stata sede di tappa di competizioni ciclistiche: il Giro d'Italia vi arrivò per primo con la 20ª tappa dell'edizione 1994, tenutasi il 10 giugno e vinta dall'ucraino Vladimir Poulnikov; il 27 luglio 1998 vi giunse invece la 15ª tappa del Tour de France, che vide l'affermazione di Marco Pantani con la fuga del Pirata sul Col du Galibier.
Negli anni 80-90 Les Deux Alpes è stata meta prediletta del pubblico italiano durante la stagione estiva, fino a raggiungere la presenza di ben 36 scuole italiane di sci durante il periodo estivo.
Oggi alcune organizzazioni italiane si sono stanziate permanentemente in loco con scuole di sci e alberghi di proprietà.
Nel 2019 per la prima volta il sito è stato chiuso allo sci estivo, in quanto le elevate temperature hanno comportato il parziale scioglimento del ghiacciaio.